# Amos Hoffman

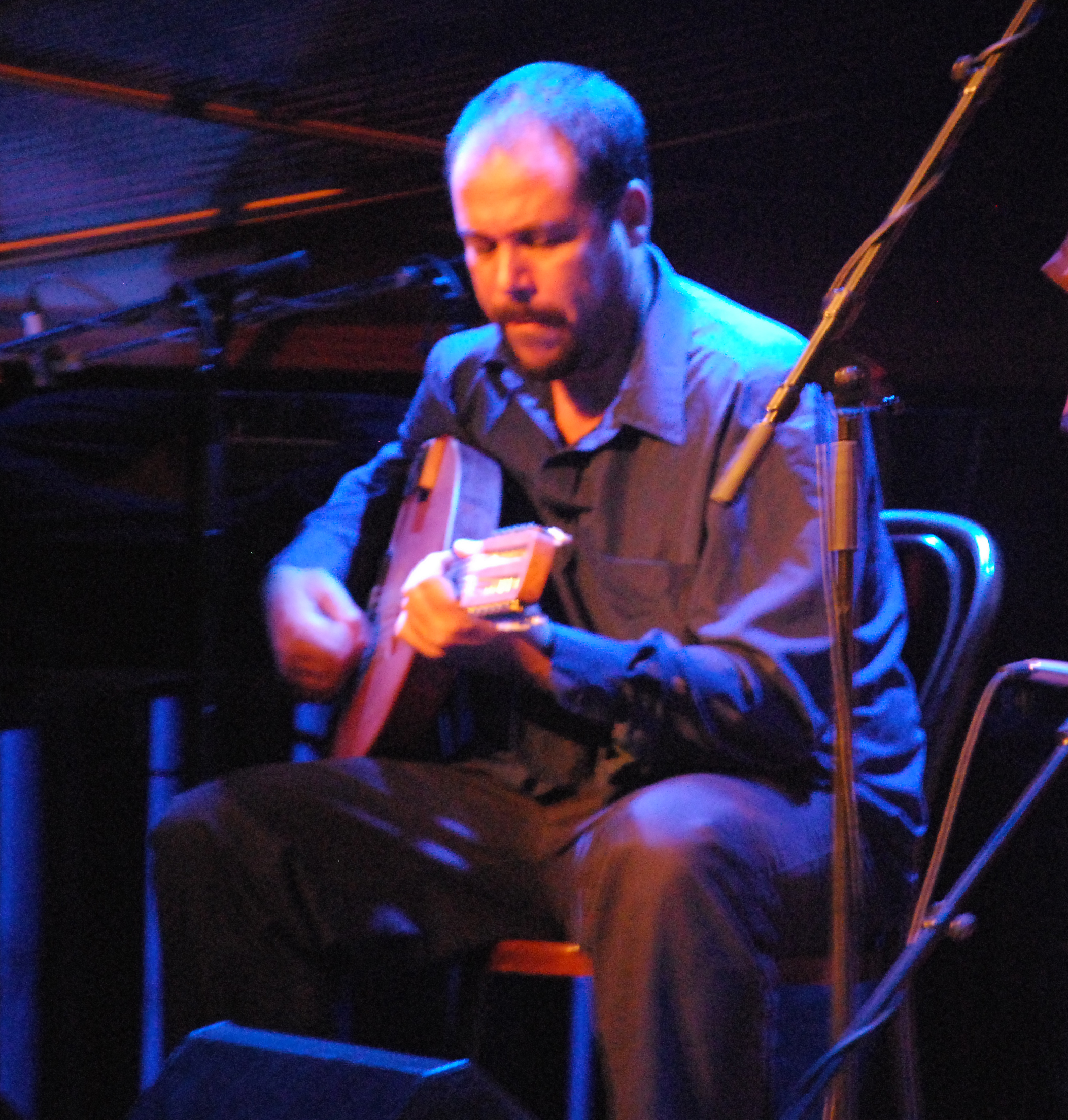
Amos Hoffman bei einem Konzert mit Avishai Cohen. Innsbruck, 2009

Amos Hoffman (* 19. April 1970 in Tel Aviv) ist ein israelischer Jazz-Gitarrist, Oud-Spieler und Komponist.

## Leben und Wirken
Der aus Tel Aviv stammende Amos Hoffman begann im Alter von sechs Jahren mit dem Gitarrenspiel, später studierte er auf der Rubin Academy of Music in Jerusalem. Nach dem Studium zog er zunächst nach Amsterdam, dann nach New York City, wo er mit Jazzmusikern wie Dennis Charles, Evelyn Blakey und Juma Santos arbeitete. Dort lernte er auch den Bassisten Avishai Cohen kennen, dessen Band er mehrere Jahre angehören sollte. In dieser Zeit studierte er die Musik des Mittleren Ostens bei dem libanesischen Oud- und Ney-Spieler Bassam Saba.
1998 nahm er für das Label Fresh Sound Records ein erstes Album unter eigenem Namen auf, The Dreamer, mit Avishai Cohen und dem Trompeter Duane Eubanks. Außerdem arbeitete er in einer Reihe weiterer Projekte, wie in Ben Wolfes 13 Sketches (1997), Jay Collins’ Cross Culture (1999), Sam Newsome (1999), mit Avishai Cohens Formation Continuo, mit der er einige Alben aufnahm (Adama).
Ende 1999 kehrte Hoffman nach Israel zurück und begann sich hauptsächlich als Komponist zu betätigen. Schließlich erschien die Musik auf dem Album Na'ama, das 2006 auf Magda Records erschien. Na’ama ist eine Hommage an die Traditionen der klassischen arabischen Musik, einschließlich dessen Formen der taqasim (Improvisation) und der maqam, dem Spiel auf Skalen.
Mit seinem folgenden Album Evolution kombiniert er Jazzelemente mit der Musik des Mittleren Ostens; Avishai Cohen wirkte an dem Album als Kontrabassist, Pianist und Sänger mit, sowie der Perkussionist Ilan Katchka und der Flötist Ilan Salem. 2019 leitet er ein Trio, dem Jonathan Levin (Orgel) und Eric McPherson angehören.